# NGC 4943
NGC 4943 (również PGC 45129) – galaktyka soczewkowata (SB0), znajdująca się w gwiazdozbiorze Warkocza Bereniki. Odkrył ją Heinrich Louis d’Arrest 20 kwietnia 1865 roku. Jest to galaktyka aktywna.